# Naval Base Point Loma
| Sigill för NBPL och foto på amfibiefartyget USS Boxer (LHD 4) passerar Naval Base Point Loma vid inloppet till San Diego-bukten. |  | Sigill för NBPL och foto på amfibiefartyget USS Boxer (LHD 4) passerar Naval Base Point Loma vid inloppet till San Diego-bukten. |
| Sigill för NBPL och foto på amfibiefartyget USS Boxer (LHD 4) passerar Naval Base Point Loma vid inloppet till San Diego-bukten. |  | |

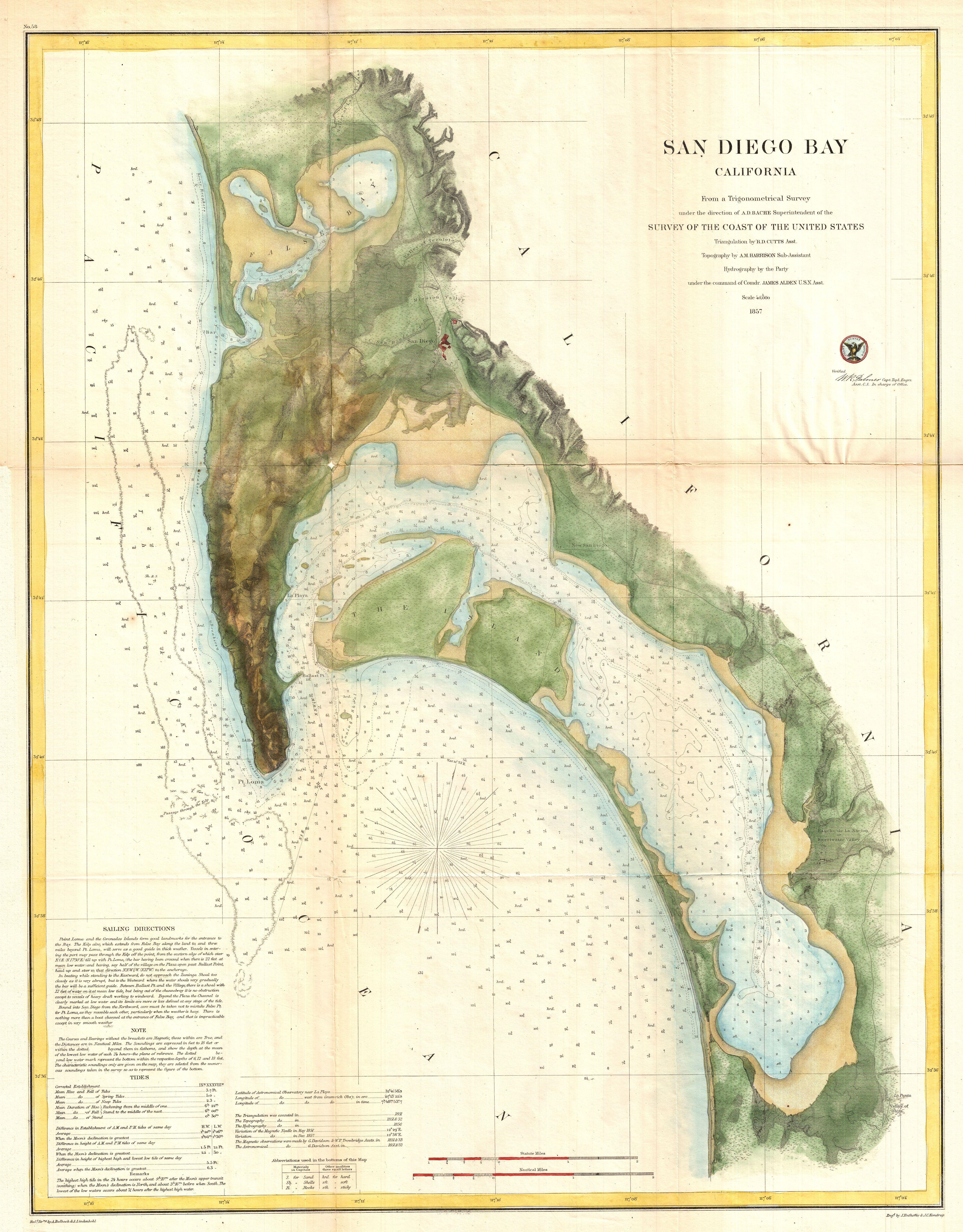
Karta över San Diego-bukten från 1857. Navy Base Point Loma är belägen vid det som på kartan är utmärkt som Ballast Point.

Naval Base Point Loma (förkortning: NBPL) är en örlogsbas tillhörande USA:s flotta som är belägen på halvön Point Loma i San Diego, Kalifornien.

## Bakgrund
Den spanska kolonialmakten byggde Fort Guijarros (spanska: Castillo de Guijarros) vid inloppet till San Diego-bukten år 1797. Under det Mexikansk-amerikanska kriget 1846 landsteg amerikanska marinsoldater vid La Playa (se äldre karta till höger) och tog kanoner från det övergivna Fort Guijarros och belägrade San Diego. 1873 tog USA:s armé över det övergivna fortet som byggdes ut under namnet Fort Rosecrans och som tjänstgjorde som en del av kustartilleriet under både första och andra världskriget. Fort Rosecrans överfördes till flottan 1959 och den nuvarande basen för atomubåtar byggdes mellan 1962 och 1963.
Från juni 2005 till augusti 2007 var den svenska ubåten HMS Gotland stationerad vid Point Loma Naval Base.

## Organisation
På NBPL finns högkvarteret för USA:s tredje flotta, regionkommandot för Military Sealift Command. I organisationen för NBPL ingår Naval Information Warfare Systems Command (NAVWAR), Naval Information Warfare Center Pacific (NIWC Pacific) samt militärfängelset Naval Consolidated Brig, Miramar (som rent fysiskt ligger på Marine Corps Air Station Miramar).
NBPL har en personalstyrka på 22 000 militärer och civilanställda.

### Fartyg
5 atomdrivna attackubåtar av Los Angeles-klass som ingår i Submarine Squadron 11 (SUBRON 11):
- USS Pasadena (SSN-752)
- USS Scranton (SSN-756)
- USS Alexandria (SSN-757)
- USS Annapolis (SSN-760)
- USS Hampton (SSN-767)

Dessutom ett antal torpedbärgare samt en flytdocka.